# Hertogdom Warschau
Het hertogdom Warschau (vaak "groothertogdom Warschau" genoemd) was een vazalstaat van het Franse keizerrijk van Napoleon Bonaparte. Het hertogdom Warschau omvatte een groot deel van het huidige Polen. De koning van Saksen, Frederik August I, kleinzoon van de voorlaatste koning van Polen, heerste over het gebied als hertog van Warschau. Minister van oorlog was Józef Poniatowski, een neef (oomzegger) van Polens laatste koning Stanislaus August Poniatowski. Het hertogdom omvatte een oppervlakte van ongeveer 155.000 km² en ongeveer 4.300.000 inwoners. Dit gebied besloeg weliswaar slechts 16% van de oppervlakte van het Pools-Litouwse Gemenebest op zijn hoogtepunt en bevatte nog niet een kwart van de inwoners daarvan. Wel woonde hier 60% van de etnische Polen.

## Geschiedenis
Het hertogdom Warschau werd gevormd door Napoleon in 1807 uit gebied van de Pruisische provincies Nieuw-Oost-Pruisen, Zuid-Pruisen en Nieuw-Silezië nadat hij Pruisen had verslagen in de Vierde Coalitieoorlog. Nadat Napoleon in 1809 de Vijfde Coalitieoorlog tegen Oostenrijk had gewonnen, ontnam hij de Oostenrijkers de "buit" van de derde Poolse Deling en voegde het gebied, met onder andere de stad Krakau, toe aan het hertogdom Warschau.
Het feit dat Napoleon, om Oostenrijk niet te zeer te verbitteren, Galicië niet bij het hertogdom voegde, was een teleurstelling voor de Polen. Toch was men blij dat er nu weer een staat bestond waarin de Polen hun binnenlandse bestuur grotendeels naar eigen goeddunken konden regelen. De 70.000 soldaten die in het hertogdom waren aangeworven, behoorden tot de meest enthousiaste troepen in Napoleons veldtocht naar Rusland in 1812. Weinigen van hen keerden echter levend terug. Toen Russische troepen na Napoleons nederlaag in deze veldtocht in 1813 Polen binnentrokken, was het spoedig gedaan met het hertogdom Warschau.
- Library of Congress Control Number: n96020062
- Nationale Bibliotheek van Israël: 987007537801105171
- Virtual International Authority File: 158438998
- WorldCat: E39PBJcgvxDKcmP7bBg6VH74MP